# København A-Raeken 1893-1894
La København A-Raeken 1893-1894 è stata la 5ª edizione della massima serie del campionato danese di calcio, disputata tra il novembre 1893 e il marzo 1894 e conclusa con la vittoria del Akademisk Boldklub, al suo terzo titolo, il secondo consecutivo.
Il capocannoniere fu, per la seconda volta consecutiva, Karl Gadegaard, della squadra Akademisk Boldklub, con 17 gol.

## Stagione

### Novità
A questa stagione non parteciparono né l'appena formato Boldklubben af 1893 né il Ven Copenaghen. Parteciparono invece 2 debuttanti: il Fri Copenaghen e l'Arrow Copenaghen.

### Formula
La formula rimase invariata.

### Avvenimenti
Questa fu la prima edizione in cui venne conteggiato un pareggio, ossia quello tra l'Akademisk Boldklub ed il Kjøbenhavns Boldklub, anche se non è chiaro il motivo per cui venne conteggiato anziché ripetere l'incontro come era solito fare.
Alla fine, l'AB vinse con 7 vittorie il suo secondo campionato di fila e il terzo in totale, seguito dal Kjøbenhavns Boldklub con 5 vittorie, dal Frem, dal Fri Copenaghen e infine dall'Arrow Copenaghen.

## Squadre partecipanti
| Club                 | Stagione | Città      | Stadio   | Stagione precedente |
| -------------------- | -------- | ---------- | -------- | ------------------- |
| Kjøbenhavns Boldklub | dettagli | Copenaghen | ???????? | 2º posto            |
| Akademisk Boldklub   | dettagli | Copenaghen | ???????? | 1º posto            |
| Fri Copenaghen       | dettagli | Copenaghen | ???????? | Debuttante          |
| Arrow Copenaghen     | dettagli | Copenaghen | ???????? | Debuttante          |
| Boldklubben Frem     | dettagli | Copenaghen | ???????? | 3º posto            |

## Classifica
| Pos. | Squadra          | G | V | N | P | GF | GS | DR  |
| ---- | ---------------- | - | - | - | - | -- | -- | --- |
| 1.   | AB               | 8 | 7 | 1 | 0 | 53 | 6  | +47 |
| 2.   | KB               | 8 | 5 | 1 | 2 | 32 | 7  | +25 |
| 3.   | Frem             | 8 | 5 | 0 | 3 | 29 | 15 | +14 |
| 4.   | Fri Copenaghen   | 8 | 2 | 0 | 6 | 7  | 35 | -28 |
| 5.   | Arrow Copenaghen | 8 | 0 | 0 | 8 | 6  | 64 | -58 |

Fonti

## Verdetti
L'Akademisk Boldklub vince il titolo di Campione di Danimarca 1893-1894

### Squadra campione
| Formazione tipo (2-3-5)                                                                                   | Giocatori (ruolo)                       |
| --- | --------------------------------------- |
| Gauguin Diemer Forchhammer III Christensen Funch Tornøe Ellermann Nielsen Gadegaard Forchhammer II Lassen | E. Gauguin (portiere)                   |
| Gauguin Diemer Forchhammer III Christensen Funch Tornøe Ellermann Nielsen Gadegaard Forchhammer II Lassen | Asmus Diemer (terzino destro)           |
| Gauguin Diemer Forchhammer III Christensen Funch Tornøe Ellermann Nielsen Gadegaard Forchhammer II Lassen | Jørgen Forchhammer (terzino sinistro)   |
| Gauguin Diemer Forchhammer III Christensen Funch Tornøe Ellermann Nielsen Gadegaard Forchhammer II Lassen | C. Christensen (centro mediano)         |
| Gauguin Diemer Forchhammer III Christensen Funch Tornøe Ellermann Nielsen Gadegaard Forchhammer II Lassen | Frederik Funch (mediano sinistro)       |
| Gauguin Diemer Forchhammer III Christensen Funch Tornøe Ellermann Nielsen Gadegaard Forchhammer II Lassen | Johannes Tornøe (mediano destro)        |
| Gauguin Diemer Forchhammer III Christensen Funch Tornøe Ellermann Nielsen Gadegaard Forchhammer II Lassen | V. Ellermann (ala destra)               |
| Gauguin Diemer Forchhammer III Christensen Funch Tornøe Ellermann Nielsen Gadegaard Forchhammer II Lassen | Peter Nielsen (ala sinistra)            |
| Gauguin Diemer Forchhammer III Christensen Funch Tornøe Ellermann Nielsen Gadegaard Forchhammer II Lassen | Karl Gadegaard (mezzala destra)         |
| Gauguin Diemer Forchhammer III Christensen Funch Tornøe Ellermann Nielsen Gadegaard Forchhammer II Lassen | Johannes Forchhammer (mezzala sinistra) |
| Gauguin Diemer Forchhammer III Christensen Funch Tornøe Ellermann Nielsen Gadegaard Forchhammer II Lassen | F. L. Lassen (centro attacco)           |
| Altri giocatori: H. C. Hansen, Gabrow, Edmond Andersen, Julius Wulff Allenatore: nessuno                  |                                         |

Fonte

## Statistiche

### Squadre
- Maggior numero di vittorie:  AB (8 vittorie)
- Minor numero di vittorie: Arrow Copenaghen (0 vittorie)
- Miglior attacco:   AB (53 gol fatti)
- Miglior difesa:   AB (6 gol subiti)
- Miglior differenza reti: AB (+47)
- Maggior numero di pareggi:  AB e  KB (1 pareggio)
- Minor numero di pareggi:  AB e  KB (1 pareggio)
- Maggior numero di sconfitte: Arrow Copenaghen (8 sconfitte)
- Minor numero di sconfitte:  AB (0 sconfitte)
- Peggior attacco: Arrow Copenaghen (6 gol fatti)
- Peggior difesa: Arrow Copenaghen (64 gol subiti)
- Peggior differenza reti: Arrow Copenaghen (-58)